# ناحية مركز المخرم
ناحية المخرم إحدى نواحي سوريا تتبع إداريّاً لمحافظة حمص منطقة المخرم ومركزها بلدة المخرم، بلغ تعداد سكان الناحية 32,447 نسمة حسب التعداد السكاني لعام 2004.

## بلدات وقرى ناحية المخرم
أبو خشبة، باب الهوى، بطمة، بويضة ريحانية، بويضة سلمية، الحمودية، الحراكي، الجمالية، جب عباس، جنينات، خلفة، المخرم التحتاني، نوى، أبو حكفة الشمالي، أم السرج الشمالي، العثمانية، السنكري، الشوكتلية، أبو حكفة الجنوبي، تل الأغر، تل الورد، تل شنان، أم والي، أم العمد، أم السرج القبلي، أم جامع، أم جباب، أم التين (أم تويني)، المخرم الفوقاني، الجنينات الغربية.